# Доніка Віталій Анатолійович
Віталій Анатолійович Доніка (12 травня 1982, м. Київ, СРСР) — український хокеїст, нападник. Виступає за «Дунеря» (Галац) (Румунська хокейна ліга).
Виступав за команди: «Крижинка» (Київ), «Сокіл» (Київ), ХК «Київ», «Нафтовик» (Альметьєвськ), ХК «Саров», «Донбас» (Донецьк).
У складі національної збірної України провів 27 матчів (5+5), учасник чемпіонатів світу 2006, 2007 і 2011 (дивізіон I). У складі молодіжної збірної України учасник чемпіонатів світу 2001 (дивізіон I) і 2002 (дивізіон I). У складі юніорської збірної України учасник чемпіонатів світу 1999 і 2000.
Батько: Анатолій Доніка.
Досягнення
- Чемпіон України (2003).